# ستيف فولر
ستيف فولر (بالإنجليزية:Steve Fuller)(من مواليد 12 يوليو 1959 في مدينة نيويورك) هو اميركي وفيلسوف في علم الاجتماع في مجال الدراسات والعلوم والتكنولوجيا.
أكمل البحث العلمي في جامعة كولومبيا في عام 1976، وتخرج بامتياز مع مرتبة الشرف في التاريخ وعلم الاجتماع في 1979. ثم درس في كلية كلير، كمبريدج، ومنها حصل على ماجستير في التاريخ وفلسفة العلوم في عام 1981. ثم حصل على شهادة الدكتوراه في نفس الموضوع من جامعة بيتسبرغ في عام 1985.
فولر من المدافعين عن التصميم الذكي حيث اصدر العديد من البيانات المتعلقة بدعمه لها، بما في ذلك كتابين، وفي عام 2005، شهد لقضية كيتسميلر ضد مدارس منطقة دوفر، وشرح موقفه في المحكمة في مقال كتبه في ملحق التايمز للتعليم العالي.